# Marie Netz
Marie Netz (* 1861 in Wernigerode; † nach 1931) war eine deutsche Lehrerin und Politikerin (DNVP).
Die Tochter eines Pfarrers ging vor ihrem Studium am Lehrerinnenseminar ein Jahr nach England, um die englische Sprache besser zu lernen. Nach dem Lehrerinnenexamen lebte sie einige Jahre in Westpreußen und Italien, wo sie die italienische Sprache lernte. 1893 gründete sie mit ihren Schwestern in Wernigerode eine Höhere Mädchenschule mit Internat und war dort 16 Jahre als Lehrerin tätig. 1909 ging sie nach China und lernte Chinesisch. Sie unterrichtete dort die deutsche Sprache in einer Missionsschule, bis sie 1919 ausgewiesen wurde und nach Deutschland zurückkehrte.
Netz zog nach Halle (Saale), wo sie 1920 für die DNVP bei der 1. Deutschen Reichstagswahl der Weimarer Republik kandidierte. 1923 war sie Mitbegründerin des „Bund Königin Luise“, den sie bis 1932 als Vorsitzende leitete.